# Collegio uninominale Sicilia 1 - 05 (2017)
Il collegio elettorale uninominale Sicilia 1 - 05 è stato un collegio elettorale uninominale della Repubblica Italiana per l'elezione della Camera dei deputati tra il 2017 ed il 2022.

## Territorio
Come previsto dalla legge elettorale italiana del 2017, il collegio era stato definito tramite decreto legislativo all'interno della circoscrizione Sicilia 1.
Era formato dal territorio di 36 comuni: Alimena, Aliminusa, Altavilla Milicia, Bagheria, Blufi, Bompietro, Caccamo, Caltavuturo, Campofelice di Roccella, Castelbuono, Casteldaccia, Castellana Sicula, Cefalù, Cerda, Collesano, Ficarazzi, Gangi, Geraci Siculo, Gratteri, Isnello, Lascari, Montemaggiore Belsito, Petralia Soprana, Petralia Sottana, Polizzi Generosa, Pollina, Resuttano, San Mauro Castelverde, Santa Flavia, Sciara, Scillato, Sclafani Bagni, Termini Imerese, Trabia, Valledolmo e Villabate.
Il collegio era quindi compreso tra la città metropolitana di Palermo e la provincia di Caltanissetta (per il solo comune di Resuttano).
Il collegio era parte del collegio plurinominale Sicilia 1 - 02.

## Eletti
| Elezione | Elezione | Deputato      | Partito               |
| -------- | -------- | ------------- | --------------------- |
|          | 2018     | Vittoria Casa | Movimento 5 Stelle    |
|          | 2022     | Vittoria Casa | Insieme per il futuro |

## Dati elettorali

### XVIII legislatura
Come previsto dalla legge elettorale, 232 deputati erano eletti con sistema a maggioranza relativa in altrettanti collegi uninominali a turno unico.
| Candidati              | Candidati               | Voti    | %     | Liste                    | Voti    | %     |
| ---------------------- | ----------------------- | ------- | ----- | ------------------------ | ------- | ----- |
|                        | Vittoria Casa ✔️ Eletto | 55 065  | 43,65 | Movimento 5 Stelle       | 55 065  | 43,65 |
|                        | Maria Carolina Varchi   | 48 745  | 38,64 | Forza Italia             | 30 304  | 24,02 |
| Lega                   | Maria Carolina Varchi   | 48 745  | 38,64 | 7 100                    | 5,63    |       |
| Fratelli d'Italia      | Maria Carolina Varchi   | 48 745  | 38,64 | 6 357                    | 5,04    |       |
| Noi con l'Italia - UDC | Maria Carolina Varchi   | 48 745  | 38,64 | 4 984                    | 3,95    |       |
|                        | Francesco Vasta         | 15 110  | 11,98 | Partito Democratico      | 12 523  | 9,93  |
| +Europa                | Francesco Vasta         | 15 110  | 11,98 | 1 660                    | 1,32    |       |
| Italia Europa Insieme  | Francesco Vasta         | 15 110  | 11,98 | 595                      | 0,47    |       |
| Civica Popolare        | Francesco Vasta         | 15 110  | 11,98 | 332                      | 0,26    |       |
|                        | Rosa Laplena            | 3 680   | 2,92  | Liberi e Uguali          | 3 680   | 2,92  |
|                        | Luigi Benvenuto         | 1 246   | 0,99  | Il Popolo della Famiglia | 1 246   | 0,99  |
|                        | Mario Minarda           | 804     | 0,64  | Potere al Popolo!        | 804     | 0,64  |
|                        | Lidia Renna             | 639     | 0,51  | Italia agli Italiani     | 639     | 0,51  |
|                        | Maria Giada Di Bella    | 500     | 0,40  | CasaPound                | 500     | 0,40  |
|                        | Alessandro D'Alessandro | 358     | 0,28  | Partito Comunista        | 358     | 0,28  |
| Totale                 | Totale                  | 126 147 | 100   |                          | 126 147 | 100   |
|                        |                         |         |       |                          |         |       |
| Voti non validi        | Voti non validi         | 5 739   | 4,35  |                          |         |       |
| Votanti                | Votanti                 | 131 886 | 62,95 |                          |         |       |
| Elettori               | Elettori                | 209 518 |       |                          |         |       |